# Castellón–Costa Azahar repülőtér
Castellón–Costa Azahar (IATA: CDT, ICAO: LECH) egy kisebb nemzetközi repülőtér Castellón de la Plana közelében. A légikikötő 2014-ben nyílt meg. Nevében a Costa Azahar a Földközi-tenger Narancsvirág-part nevű partszakaszára utal.  Üzemeltetője a SNC-Lavalin.

## Légitársaságok és úticélok
| Légitársaság | Célállomások                                                 |
| ------------ | ------------------------------------------------------------ |
| Blue Air     | Szezonális: Bucharest                                        |
| Ryanair      | London–Stansted                                              |
| Volotea      | Szezonális: Bilbao                                           |
| Wizz Air     | Bucharest, London–Luton, Bécs Szezonális: Budapest, Katowice |

## Forgalom
Az utasforgalom az elmúlt években az alábbi módon változott: